# Schwarzmühle (Schwarzatal)
Schwarzmühle ist ein Ortsteil von Meuselbach-Schwarzmühle in der Landgemeinde Stadt Schwarzatal im Landkreis Saalfeld-Rudolstadt in Thüringen.

## Lage
Schwarzmühle ist ein sehr kleiner Ortsteil. Er liegt im Schwarzatal am Zulauf des Meusebachs rechts der Schwarza. Der Ortsteil liegt einen Kilometer nordwestlich des höher liegenden Meuselbach in einer Höhe von etwa 390 Meter über NN.

## Geschichte
Schwarzmühle wurde erstmals 1585 urkundlich erwähnt. Bis 1918 gehörte der Ort zur Oberherrschaft des Fürstentums Schwarzburg-Sondershausen. 1923 wurden Meuselbach und Schwarzmühle bereits vereint. 2012 wohnen 80 Personen im Weiler. Am 1. Januar 2019 fusionierte Meuselbach-Schwarzmühle mit zwei weiteren Gemeinden zur Landgemeinde Stadt Schwarzatal. Alle weiteren Informationen sind dem Artikel Meuselbach-Schwarzmühle zu entnehmen.